# Canton de Sciez
Le canton de Sciez est une circonscription électorale française du département de la Haute-Savoie.

## Histoire
Un nouveau découpage territorial de la Haute-Savoie entre en vigueur à l'occasion des premières élections départementales suivant le décret du 13 février 2014. Les conseillers départementaux sont, à compter de ces élections, élus au scrutin majoritaire binominal mixte. Les électeurs de chaque canton élisent au Conseil départemental, nouvelle appellation du Conseil général, deux membres de sexe différent, qui se présentent en binôme de candidats. Les conseillers départementaux sont élus pour 6 ans au scrutin binominal majoritaire à deux tours, l'accès au second tour nécessitant 12,5 % des inscrits au 1er tour. En outre la totalité des conseillers départementaux est renouvelée. Ce nouveau mode de scrutin nécessite un redécoupage des cantons dont le nombre est divisé par deux avec arrondi à l'unité impaire supérieure si ce nombre n'est pas entier impair, assorti de conditions de seuils minimaux. Dans la Haute-Savoie, le nombre de cantons passe ainsi de 34 à 17.
Le canton de Sciez est formé de communes des anciens cantons de Thonon-les-Bains-Ouest (3 communes), de Douvaine (14 communes) et de Boëge (8 communes). Il est entièrement inclus dans l'arrondissement de Thonon-les-Bains. Le bureau centralisateur est situé à Sciez.

## Représentation
| Période élective | Période élective | Mandat | Mandat   | Identité            | Nuance | Nuance | Qualité |
| ---------------- | ---------------- | ------ | -------- | ------------------- | ------ | ------ | --- |
| 2015             | 2021             | 2015   | 2021     | Joël Baud-Grasset   |        | LR     | Agriculteur à Bogève ancien conseiller général du canton de Boëge (2011-2015)                                      |
| 2015             | 2021             | 2015   | 2021     | Chrystelle Beurrier |        | LR     | Assistante sociale Adjointe au maire d'Excenevex, maire depuis 2020 7e Vice-présidente Education, Jeunesse, Sports |
| 2021             | 2028             | 2021   | en cours | Joël Baud-Grasset   |        | LR     | Conseiller sortant, 5e Vice-Président                                                                              |
| 2021             | 2028             | 2021   | en cours | Chrystelle Beurrier |        | LR     | Conseillère sortante, 8e Vice-Présidente                                                                           |

### Résultats détaillés

#### Élections de mars 2015
À l'issue du 1er tour des élections départementales de 2015, deux binômes sont en ballottage : Joël Baud-Grasset et Chrystelle Beurrier (UMP, 52,1 %) et Nathalie Germano et Raphaël Large (FN, 27,71 %). Le taux de participation est de 42,41 % (12 984 votants sur 30 616 inscrits) contre 45,4 % au niveau départemental et 50,17 % au niveau national.
Au second tour, Joël Baud-Grasset et Chrystelle Beurrier (UMP) sont élus avec 72,05 % des suffrages exprimés et un taux de participation de 41,48 % (8 365 voix pour 12 701 votants et 30 617 inscrits).

#### Élections de juin 2021
Le premier tour des élections départementales de 2021 est marqué par un très faible taux de participation (33,26 % au niveau national). Dans le canton de Sciez, ce taux de participation est de 26,62 % (8 738 votants sur 32 820 inscrits) contre 28,81 % au niveau départemental. À l'issue de ce premier tour, deux binômes sont en ballottage : Joël Baud-Grasset et Chrystelle Beurrier (Union à droite, 53,35 %) et Manuela Lambert et Francis Morin (binôme écologiste, 30,49 %).
Le second tour des élections est marqué une nouvelle fois par une abstention massive équivalente au premier tour. Les taux de participation sont de 34,36 % au niveau national, 29,17 % dans le département et 26,5 % dans le canton de Sciez. Joël Baud-Grasset et Chrystelle Beurrier (Union à droite) sont élus avec 66,13 % des suffrages exprimés (5 482 voix pour 8 699 votants et 32 829 inscrits),,.

## Composition
Le canton de Sciez comprend vingt-cinq communes entières.
| Nom                           | Code Insee | Intercommunalité        | Superficie (km2) | Population (dernière pop. légale) | Densité (hab./km2) | Modifier                                    |
| ----------------------------- | ---------- | ----------------------- | ---------------- | --------------------------------- | ------------------ | ------------------------------------------- |
| Sciez (bureau centralisateur) | 74263      | CA Thonon Agglomération | 20,47            | 6 317 (2022)                      | 309                | modifier les données · modifier les données |
| Anthy-sur-Léman               | 74013      | CA Thonon Agglomération | 4,62             | 2 370 (2022)                      | 513                | modifier les données · modifier les données |
| Ballaison                     | 74025      | CA Thonon Agglomération | 13,30            | 1 475 (2022)                      | 111                | modifier les données · modifier les données |
| Boëge                         | 74037      | CC de la Vallée Verte   | 16,00            | 1 938 (2022)                      | 121                | modifier les données · modifier les données |
| Bogève                        | 74038      | CC de la Vallée Verte   | 7,00             | 1 160 (2022)                      | 166                | modifier les données · modifier les données |
| Bons-en-Chablais              | 74043      | CA Thonon Agglomération | 19,09            | 6 120 (2022)                      | 321                | modifier les données · modifier les données |
| Brenthonne                    | 74048      | CA Thonon Agglomération | 8,38             | 1 116 (2022)                      | 133                | modifier les données · modifier les données |
| Burdignin                     | 74050      | CC de la Vallée Verte   | 9,87             | 688 (2022)                        | 70                 | modifier les données · modifier les données |
| Chens-sur-Léman               | 74070      | CA Thonon Agglomération | 10,87            | 3 005 (2022)                      | 276                | modifier les données · modifier les données |
| Douvaine                      | 74105      | CA Thonon Agglomération | 10,54            | 6 788 (2022)                      | 644                | modifier les données · modifier les données |
| Excenevex                     | 74121      | CA Thonon Agglomération | 6,66             | 1 326 (2022)                      | 199                | modifier les données · modifier les données |
| Fessy                         | 74126      | CA Thonon Agglomération | 8,53             | 1 071 (2022)                      | 126                | modifier les données · modifier les données |
| Habère-Lullin                 | 74139      | CC de la Vallée Verte   | 8,86             | 1 091 (2022)                      | 123                | modifier les données · modifier les données |
| Habère-Poche                  | 74140      | CC de la Vallée Verte   | 11,96            | 1 484 (2022)                      | 124                | modifier les données · modifier les données |
| Loisin                        | 74150      | CA Thonon Agglomération | 7,86             | 1 728 (2022)                      | 220                | modifier les données · modifier les données |
| Lully                         | 74156      | CA Thonon Agglomération | 4,86             | 736 (2022)                        | 151                | modifier les données · modifier les données |
| Margencel                     | 74163      | CA Thonon Agglomération | 7,38             | 2 261 (2022)                      | 306                | modifier les données · modifier les données |
| Massongy                      | 74171      | CA Thonon Agglomération | 9,81             | 1 693 (2022)                      | 173                | modifier les données · modifier les données |
| Messery                       | 74180      | CA Thonon Agglomération | 9,22             | 2 373 (2022)                      | 257                | modifier les données · modifier les données |
| Nernier                       | 74199      | CA Thonon Agglomération | 1,82             | 424 (2022)                        | 233                | modifier les données · modifier les données |
| Saint-André-de-Boëge          | 74226      | CC de la Vallée Verte   | 12,60            | 594 (2022)                        | 47                 | modifier les données · modifier les données |
| Saxel                         | 74261      | CC de la Vallée Verte   | 5,63             | 509 (2022)                        | 90                 | modifier les données · modifier les données |
| Veigy-Foncenex                | 74293      | CA Thonon Agglomération | 12,99            | 4 035 (2022)                      | 311                | modifier les données · modifier les données |
| Villard                       | 74301      | CC de la Vallée Verte   | 7,42             | 960 (2022)                        | 129                | modifier les données · modifier les données |
| Yvoire                        | 74315      | CA Thonon Agglomération | 3,12             | 1 052 (2022)                      | 337                | modifier les données · modifier les données |
| Canton de Sciez               | 7415       |                         | 238,86           | 52 314 (2022)                     | 219                | modifier les données                        |

## Démographie
En 2022, le canton comptait 52 314 habitants, en évolution de +10,79 % par rapport à 2016 (Haute-Savoie : +6,01 %, France hors Mayotte : +2,11 %).
| 2013   | 2018   | 2022   |
| ------ | ------ | ------ |
| 44 741 | 48 955 | 52 314 |